# Cinema astratto

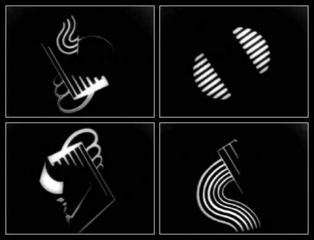
Diagonal-Symphonie, film astratto di Viking Eggeling, 1923

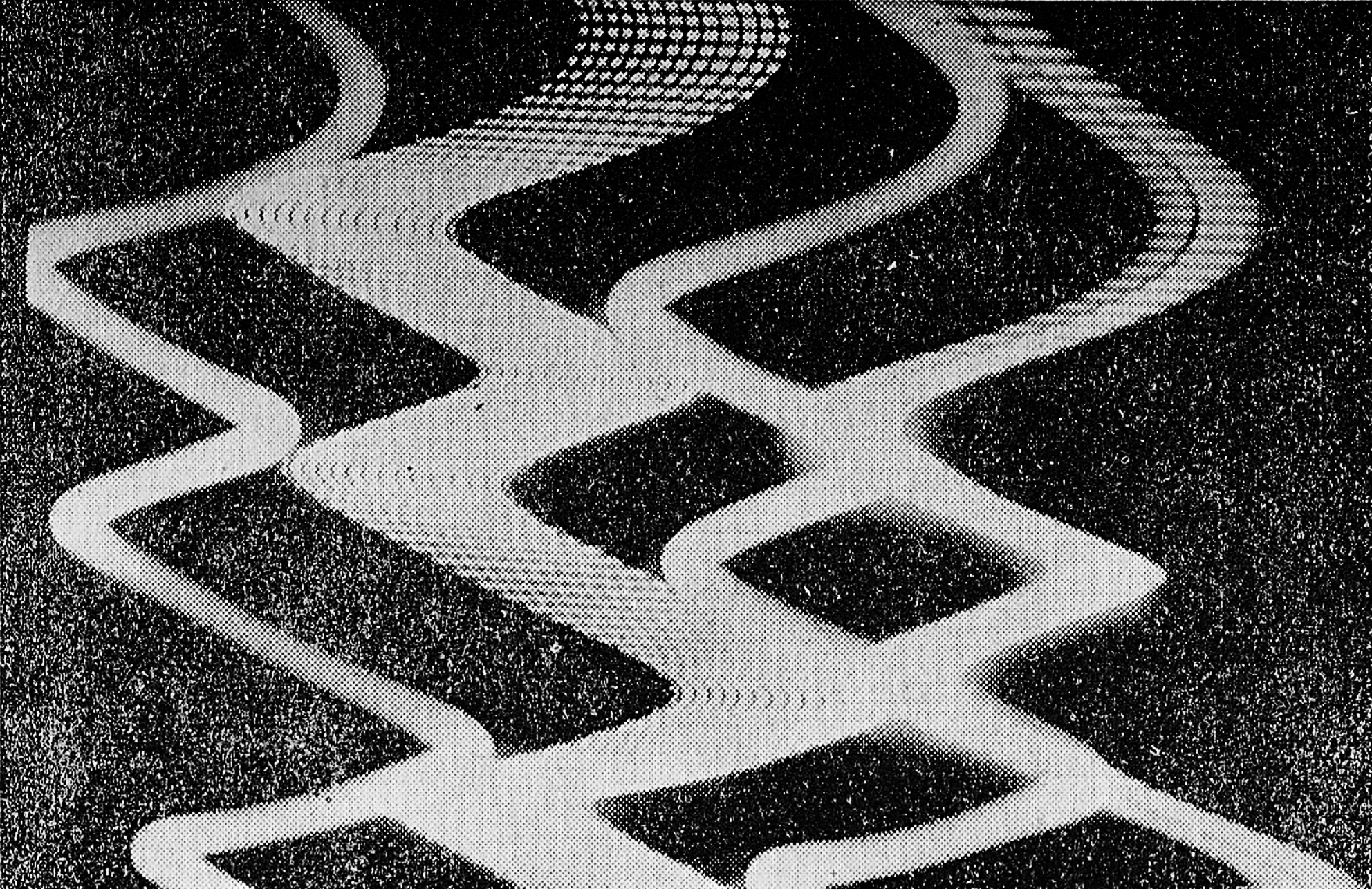
Fotogramma tratto dal film Tre tempi di cinema astratto del regista Piccon

Con il termine cinema astratto o film astratto ci si riferisce ad una tendenza del cinema sperimentale che ebbe fra i primi luoghi di riflessione e definizione le avanguardie del cinema tedesco degli anni Venti del XX secolo, indirizzandosi verso l'obiettivo di creare un "cinema puro", svincolato da qualsiasi soggetto riconoscibile o storia.

## Storia

### Contesto artistico
Il padre dell'Astrattismo è solitamente indicato nella figura di Vasilij Kandinskij, che scrisse il testo Lo spirituale nell'arte (1912) e diresse la rivista Der blaue Reiter ("Il cavaliere azzurro", Monaco 1912). I suoi disegni evitavano le sfumature e creavano forme piatte con contorni tesi, tendenti alla grafica. Un ispiratore del movimento era stato già il francese Maurice Denis che nel 1890 scrisse come la pittura non era altro che una superficie con colori, prima di essere un paesaggio, un ritratto o qualcos'altro. Ne conseguiva che fosse possibile dipingere senza essere vincolati alle forme del soggetto, cercando di cogliere solo le forze dinamiche, le luci e le ombre pure.
A questi principi aderirono alcuni dei futuristi italiani come Boccioni e Carra, i russi come Malevič, il francese Picabia o l'olandese Mondrian.

### Avanguardie e cinema astratto
Le idee dell'astrattismo si trasferirono presto anche al cinema, creando un ritmo visivo senza immagini, alla ricerca di un cinema puro composto solo da linee e figure geometriche. Già nel 1911 in Italia i fratelli Corradini, soprannominati in arte Ginna e Corra, girarono quello che forse fu il primo film sperimentale, oggi perduto, composto da una serie di quattro pellicole colorate a mano (cinepitture), con macchie di colore sparse e confuse. Nel 1913 poi il pittore Leopold Survage aveva proposto l'idea di un "cinema puro", composto di sole figure geometriche senza narrazione, ma ciò si era rivelato, dopo l'iniziale stupore, terribilmente ripetitivo.
Più tardi il pittore Viking Eggeling creò film con giochi geometrici del tutto astratti, come Diagonale Symphomie (1921-1923) o Horizontale-Verticale Orchestra (1921). Questi esperimenti erano però viziati da una certa incertezza e confusione, tra musica, pittura e cinema.
Hans Richter fece un film con un titolo del tutto generico, per evitare qualsiasi significato: Rhythmus 21 (1921 era l'anno di produzione). Nel 1925 Marcel Duchamp diresse il film Anémic Cinéma, composto da dischi ottici rotanti, che sta a metà strada tra dadaismo, surrealismo e astrattismo. Walter Ruttmann invece intitolò le sue opere Opus I, Opus II, Opus III, Opus IV (1921-1925) sottolineando la loro impersonalità, fatta di sole luci in movimento.
Una critica a queste sperimentazioni venne più tardi da Jean Mitry, che ribadì come l'essenza del cinema fosse la fotografia in movimento e non la pittura astratta, per cui le forme senza senso non erano sufficienti a creare un film, il contenuto era fondamentale.
Una via di mezzo tra cinema astratto e cinema "concreto" fu il poema visivo di Walter Ruttmann, Berlino - Sinfonia di una grande città (1927), composto interamente dal montaggio, senza narrazione di alcuna storia. Al posto delle luci e dei colori degli astrattisti il regista usò gli uomini, gli oggetti e i luoghi della città, composti secondo un ritmo musicale. Il montaggio e la geometria (di luci e ombre) assumono quindi una dimensione più profonda e suggestiva grazie al contenuto della narrazione di un'intera città. 
Da pochi conosciuto il regista ligure Elio Piccon fa uscire nel 1951 Tre tempi di cinema astratto. Per la prima volta in Italia assistiamo alla realizzazione di un documentario astratto.  Il film si avvale di un nuovo processo tecnico mai usato in Italia. Si tratta di una fusione di ritmi plastici e musicali in perfetto sincrono con le musiche di Roman Vlad. Piccon ha impiegato due mesi per fondere, ritmicamente al montaggio, immagini e musica.

## Eredità
Cinema astratto e cinema "puro" hanno avuto una notevole influenza sul cinema successivo, anche quello narrativo e commerciale, soprattutto in quelle occasioni in cui si è cercato di raccontare il non-raccontabile. Si pensi al segmento poetico di 2001: Odissea nello spazio del viaggio finale dell'astronauta "oltre l'infinito", oppure la sequenza di cifre e lettere di Matrix quando viene scoperto il codice segreto del mondo virtuale. Ma sono debitori dell'astrattismo anche tante creazioni di grafica luminosa, effetti speciali o titoli di testa di numerosi film (si pensi all'opera di Saul Bass)